# Talij
Talij je kemijski element atomskog (rednog) broja 81 i atomske mase 204.3833(2). U periodnom sustavu elemenata predstavlja ga simbol Tl.
Talij je 1861. godine otkrio William Crookes (Engleska). Ime je dobio od grčke riječi thallos što znači propupala grančica zbog karakteristične zelene linije u atomskom spektru. To je srebrno sivi, vrlo mekani metal koji se može rezati nožem. Oksidira na zraku pa se čuva u petroleju. Otapa se u svim kiselinama. Talij je otrovan za ljude i životinje. Nekad se upotrebljavao za uništavanje glodavaca ili insekata ali je to napušteno zbog posrednog trovanja divljih životinja i ptica. Spojevi su visoko toksični ako se unesu u organizam, a naročito su opasni zbog svog kumulativnog efekta.